# آقچه قیا
آقچه قیا، روستایی از توابع بخش دوتپه شهرستان خدابنده در استان زنجان ایران است.

## جمعیت
این روستا براساس سرشماری مرکز آمار ایران در سال ۱۳۹۵، جمعیت آن۱،۹۶۵ نفر (۹۸۰خانوار) بوده‌است.